# Carl Ivar Ståhle
Carl Ivar Ståhle, född 27 juni 1913 i Stenberga församling, Jönköpings län, död 12 juni 1980 på Lidingö, var en svensk språkvetare.
Ståhle var professor i nordiska språk vid Stockholms universitet 1955–1971. Han var ledamot av Svenska Akademien från 1974. Han var från 1940 gift med danskritikern Anna Greta Ståhle (1913–2006). De är begravda på Lidingö kyrkogård.
Ståhle är far till litteraturvetaren Barbro Ståhle Sjönell.